# Illia Kiva
Pour les articles homonymes, voir Kiva (homonymie).
Illia Kiva (en ukrainien : Ілля Володимирович Кива), né le 2 juin 1977 à Poltava (république socialiste soviétique d'Ukraine, URSS) et mort le 6 décembre 2023 à Odintsovo (oblast de Moscou, Russie), est un homme politique ukrainien.

## Biographie
Illia Volodimirovitch Kiva naît le 2 juin 1977 à Poltava.
Après Euromaïdan, Kiva, décrit comme un « gros bras », « adepte de la musculation », devient membre de Secteur droit et se fait connaître comme conseiller du ministre de l'Intérieur, Arsen Avakov. Il est chargé des opérations policières de lutte anti-drogue, dont certaines se déroulent dans le cadre extra-judiciaire. 
Il représente le Parti socialiste d'Ukraine à l'élection présidentielle de 2019.
Il est membre de la IXe Rada du 29 août 2019 au 15 mars 2022, représentant de la Plateforme d'opposition-Pour la vie,. Il est démis de son mandat par la procureure générale Iryna Venediktova en raison de la charge de haute trahison pesant contre lui, pour « intrigue contre l'intégrité territoriale de l'Ukraine ».
Avant l'invasion de l'Ukraine par la Russie en 2022, Illia Kiva part en Espagne. Le premier jour de l'invasion, il exprime son soutien à celle-ci, affirmant que « le peuple ukrainien a besoin d'être libéré » et que « les Ukrainiens, les Biélorusses et les Russes sont un seul peuple ». Le 17 avril 2022, il appelle — via son compte Telegram — le Kremlin à lancer une frappe nucléaire sur l'Ukraine, pour « mettre fin à la confrontation avec les autorités ukrainiennes et tout l'Occident »,.
Le 6 décembre 2023, il est assassiné à Odintsovo par les forces d'opérations spéciales ukrainiennes. Un représentant de la Direction générale du renseignement du ministère de la Défense ukrainien, Andri Ioussov, confirme la mort de l'ancien député ukrainien par les mots suivants : « la mort [est le] sort réservé aux autres traîtres de l’Ukraine »,,,.

## Vie privée
Il devient père d'une fille dès l'âge de 16 ans, en 1993. En 2012, il a un fils, puis une deuxième fille en 2019, avec deux femmes différentes. 
Le site Obozrevatel révèle qu'il aurait eu à partir de 2021 une relation intime avec Diana Pantchova, journaliste ukrainienne pro-russe, travaillant pour les médias de Viktor Medvedtchouk.